# José Laín Entralgo
José Laín Entralgo (Urrea de Gaén, 1910-Madrid, 17 de enero de 1972) fue un traductor y político comunista español, hermano del escritor Pedro Laín Entralgo.

## Biografía
Hijo de un médico rural, nació en la localidad turolense de Urrea de Gaén en 1910 y allí pasó su infancia. Estudió bachillerato en institutos de Zaragoza y Pamplona. Se trasladó a Madrid para estudiar Derecho, pero solo hizo cuatro años. En 1932 ingresó en la Federación Socialista Madrileña del PSOE y en las Juventudes Socialistas, de las que en el V Congreso de Madrid fue subsecretario del Comité Nacional de la Federación Nacional de las JSE.
Se vio obligado a emigrar primero a Francia y más tarde a la Unión Soviética por su participación en la Revolución de 1934. Sin embargo, pudo volver en 1936. Entonces formó parte, junto con Santiago Carrillo, José Cazorla Maure y Federico Melchor Fernández, del Comité Nacional de Enlace de unificación con la UJCE de la que  surgieron las Juventudes Socialistas Unificadas. En aquel momento los cuatro ingresarían en el Partido Comunista de España (PCE).
Durante la Guerra Civil Española formó parte del Estado Mayor Central y fue director de la Escuela de comisarios del Ejército Popular, así como miembro suplente del Comité Central del PCE. Después marchó hacia el frente, ejerciendo como comisario político de la 107.ª Brigada Mixta, de la 6.ª División y del VII Cuerpo de Ejército.
Al acabar la guerra civil española marchó a la Unión Soviética previo paso por Argel. Se estableció en Odesa y luego en Moscú, donde fue profesor de español y traductor de la Editorial de Lenguas Extranjeras. Formó parte del llamado «grupo de Moscú», junto a Augusto Vidal, Lydia Kúper, Luis Abollado y Arnaldo Azzati. Gracias a la mediación del exministro franquista Joaquín Ruiz-Giménez y de su hermano Pedro Laín, consiguió volver en 1957 a España. Se estableció en Madrid, donde trabajó como traductor del ruso hasta su muerte.

## Obra
Tras establecerse en Moscú después de 1944, se dedicó principalmente a la docencia y a la traducción de los principales autores de la literatura rusa. Si bien la mayor parte de sus traducciones fueron de obras literarias, también tradujo algunos textos de carácter médico y político.